# Polizia montata

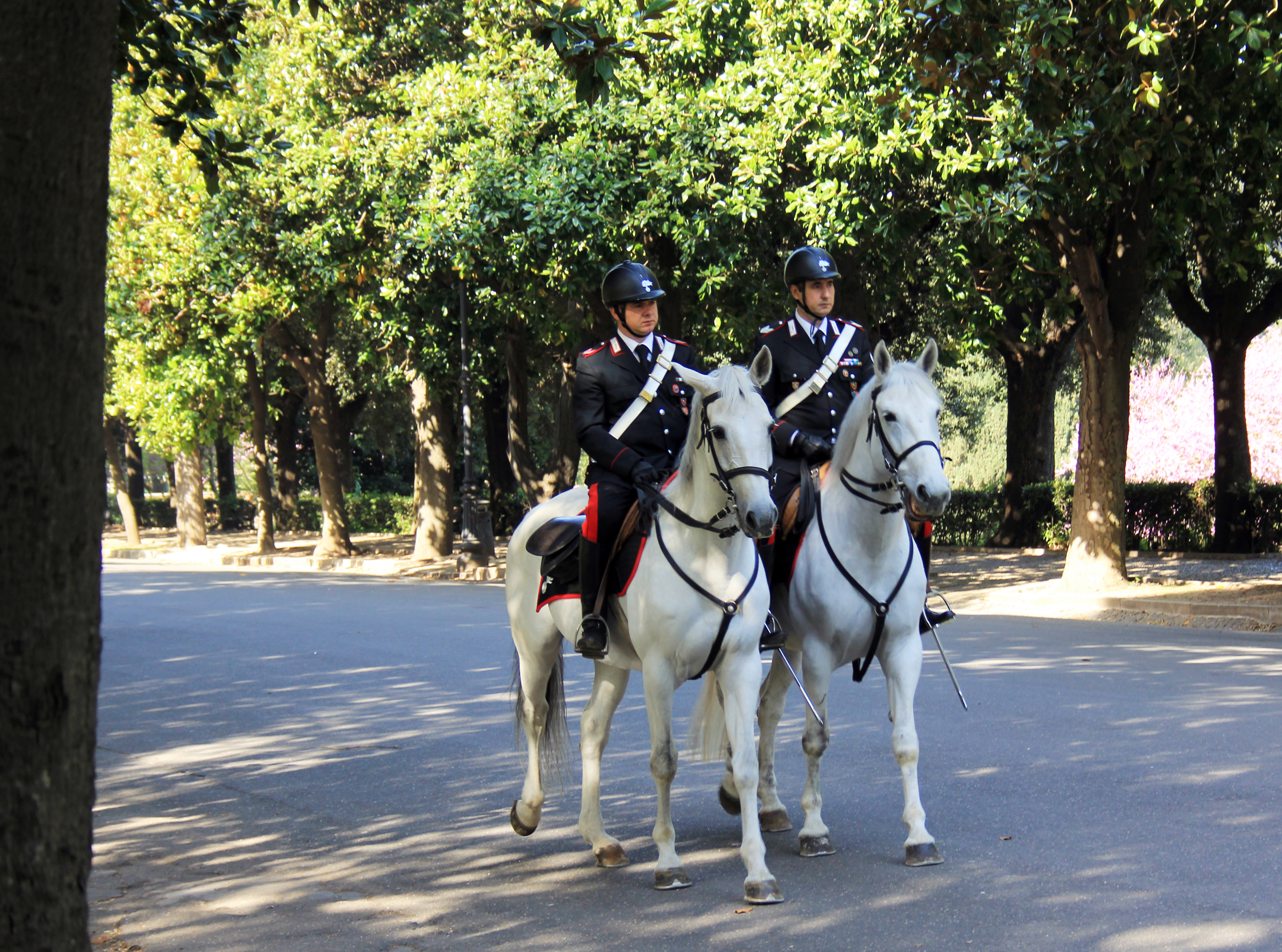
Carabinieri a cavallo a Villa Borghese

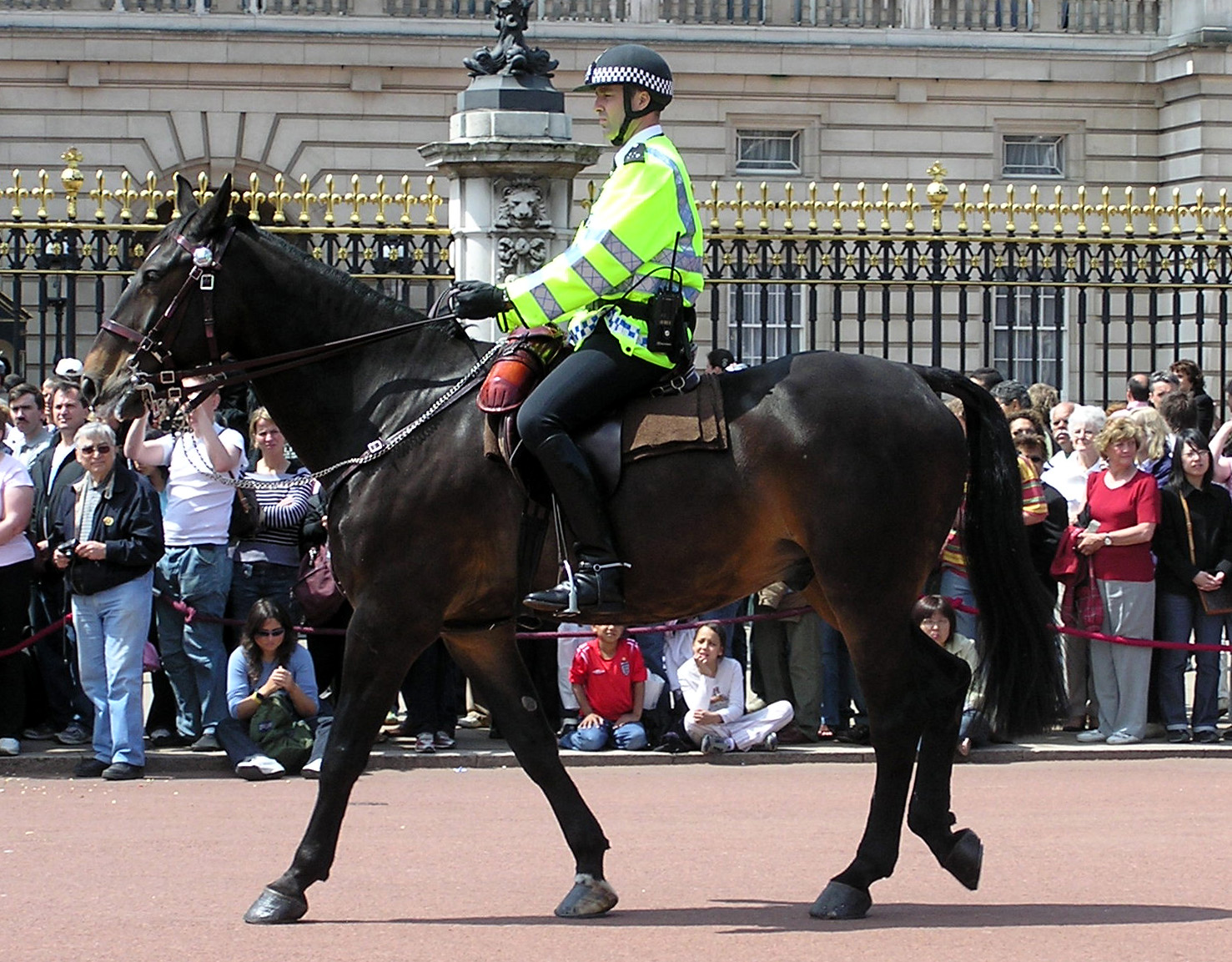
Un ufficiale di polizia a cavallo presso il Buckingham Palace di Londra

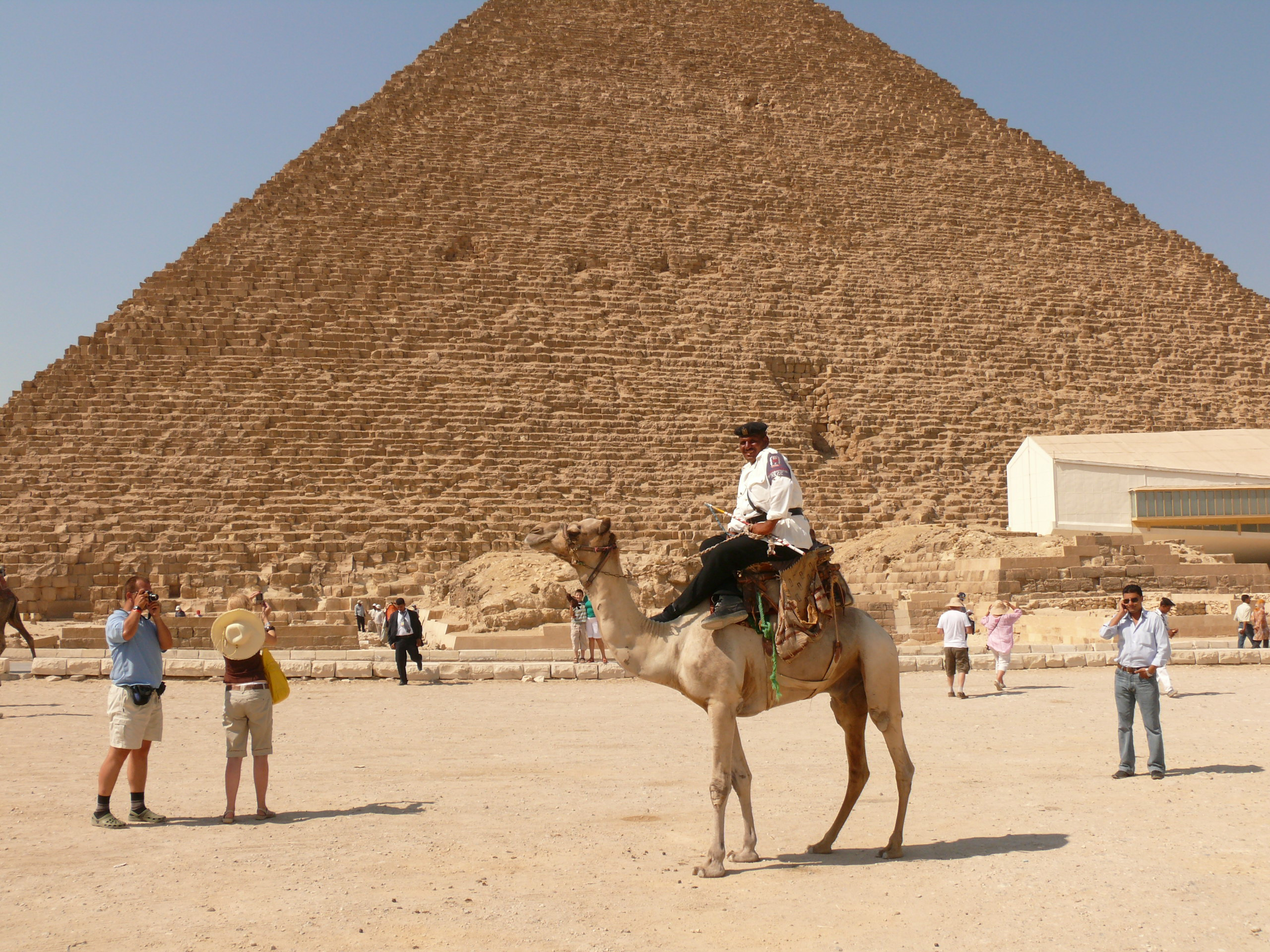
Poliziotto su dromedario a Giza, in Egitto

La polizia montata è costituita da poliziotti che eseguono il proprio servizio a cavallo (polizia a cavallo) oppure, in alcuni luoghi per esempio del Nordafrica, a dorso di dromedario.

## Impiego
La polizia montata viene spesso impiegata in ruoli cerimoniali, ma può anche prestare servizio effettivo in contesti che rendono poco pratico l'utilizzo di veicoli a motore, per esempio nei grandi parchi cittadini. In alcune nazioni, per esempio nel Regno Unito, la polizia a cavallo viene anche impiegata per il controllo delle manifestazioni di massa, per esempio durante le partite di calcio.